# Podabacia sinai
Podabacia sinai is een rifkoralensoort uit de familie van de Fungiidae. De wetenschappelijke naam van de soort is voor het eerst geldig gepubliceerd in 2000 door Veron.